# Copa Pan-Americana de Voleibol Masculino de 2018
A Copa Pan-Americana de Voleibol Masculino de 2018 foi a 13ª edição deste torneio organizado pela  Confederação da América do Norte, Central e Caribe de Voleibol (NORCECA) em parceria com a Confederação Sul-Americana de Voleibol (CSV), realizado no período de 28 de agosto a 2 de setembro, com as partidas realizadas no Córdoba Arena, na cidade de Córdoba, no México. Doze equipes participaram do torneio, sendo que as cinco primeiras se classificaram para os Jogos Pan-Americanos de 2019, que foram realizados em Lima, no Peru.
A Argentina se sagrou campeã ao bater o Brasil na final do torneio. O ponteiro argentino Ezequiel Palacios foi eleito o melhor jogador do torneio.

## Seleções participantes
| Grupo                | Equipe    | Última aparição |
| A                    |           |                 |
| -------------------- | --------- | --------------- |
| A                    | Chile     | 2016            |
| A                    | Cuba      | 2017            |
| A                    | Guatemala | 2009            |
| A                    | México    | 2017            |
| B                    |           |                 |
| Brasil               | 2015      |                 |
| Canadá               | 2017      |                 |
| Colômbia             | 2016      |                 |
| República Dominicana | 2017      |                 |
| C                    |           |                 |
| Argentina            | 2017      |                 |
| Estados Unidos       | 2017      |                 |
| Peru                 | Estreante |                 |
| Porto Rico           | 2017      |                 |

## Formato da disputa
O torneio foi dividido em duas fases: fase classificatória e fase final.
Na fase preliminar as 12 equipes participantes foram divididas em três grupos de 4 equipes, cada grupo foi jogado com um sistema de todos contra todos e as equipes foram classificadas de acordo com os seguintes critérios:
1. Maior número de partidas ganhas.
2. Maior número de pontos obtidos, que são concedidos da seguinte forma:
  - Partida com resultado final 3–0: 5 pontos para o vencedor e 0 pontos para o perdedor.
  - Partida com resultado final 3–1: 4 pontos para o vencedor e 1 pontos para o perdedor.
  - Partida com resultado final 3–2: 3 pontos para o vencedor e 2 pontos para o perdedor.
3. Proporção entre pontos ganhos e pontos perdidos (razão de pontos).
4. Proporção entre os sets ganhos e os sets perdidos (razão de sets).
5. Se o empate persistir entre duas equipes, a prioridade é dada à equipe que venceu a última partida entre as equipes envolvidas.
6. Se o empate persistir entre três equipes ou mais, uma nova classificação será feita levando-se em conta apenas as partidas entre as equipes envolvidas.

## Fase classificatória
Todas as partidas foram jogadas no horário local (UTC-5).

### Grupo A
|     |           |     | Jogos | Jogos | Jogos | Resultados | Resultados | Resultados | Resultados | Resultados | Resultados | Sets | Sets | Sets  | Pontos | Pontos | Pontos |
| Pos | Equipe    | Pts | T     | V     | D     | 3–0        | 3–1        | 3–2        | 2–3        | 1–3        | 0–3        | V    | P    | R     | V      | P      | R      |
| --- | --------- | --- | ----- | ----- | ----- | ---------- | ---------- | ---------- | ---------- | ---------- | ---------- | ---- | ---- | ----- | ------ | ------ | ------ |
| 1   | Cuba      | 12  | 3     | 3     | 0     | 1          | 1          | 1          | 0          | 0          | 0          | 9    | 3    | 3.000 | 276    | 226    | 1.221  |
| 2   | México    | 12  | 3     | 2     | 1     | 2          | 0          | 0          | 1          | 0          | 0          | 8    | 3    | 2.667 | 248    | 228    | 1.088  |
| 3   | Chile     | 6   | 3     | 1     | 2     | 1          | 0          | 0          | 0          | 1          | 1          | 4    | 6    | 0.667 | 222    | 220    | 1.009  |
| 4   | Guatemala | 0   | 3     | 0     | 3     | 0          | 0          | 0          | 0          | 0          | 3          | 0    | 9    | 0.000 | 163    | 229    | 0.712  |

Resultados
| Data   | Hora  |           | Placar |           | Set 1 | Set 2 | Set 3 | Set 4 | Set 5 | Total | Relatório |
| ------ | ----- | --------- | ------ | --------- | ----- | ----- | ----- | ----- | ----- | ----- | --------- |
| 28 ago | 13:00 | Chile     | 1–3    | Cuba      | 22–25 | 25–17 | 19–25 | 21–25 |       | 87–92 | Relatório |
| 28 ago | 21:00 | México    | 3–0    | Guatemala | 25–18 | 25–20 | 29–27 |       |       | 79–65 | Relatório |
| 29 ago | 11:00 | Cuba      | 3–0    | Guatemala | 25–16 | 25–13 | 25–16 |       |       | 75–45 | Relatório |
| 29 ago | 21:00 | México    | 3–0    | Chile     | 25–22 | 25–18 | 25–19 |       |       | 75–59 | Relatório |
| 30 ago | 13:00 | Guatemala | 0–3    | Chile     | 18–25 | 18–25 | 17–25 |       |       | 53–75 | Relatório |
| 30 ago | 21:00 | México    | 2–3    | Cuba      | 25–20 | 16–25 | 25–21 | 12-25 | 16-18 | 94–66 | Relatório |

### Grupo B
|     |                      |     | Jogos | Jogos | Jogos | Resultados | Resultados | Resultados | Resultados | Resultados | Resultados | Sets | Sets | Sets  | Pontos | Pontos | Pontos |
| Pos | Equipe               | Pts | T     | V     | D     | 3–0        | 3–1        | 3–2        | 2–3        | 1–3        | 0–3        | V    | P    | R     | V      | P      | R      |
| --- | -------------------- | --- | ----- | ----- | ----- | ---------- | ---------- | ---------- | ---------- | ---------- | ---------- | ---- | ---- | ----- | ------ | ------ | ------ |
| 1   | Brasil               | 15  | 3     | 3     | 0     | 3          | 0          | 0          | 0          | 0          | 0          | 9    | 0    | MAX   | 227    | 166    | 1.367  |
| 2   | Canadá               | 9   | 3     | 2     | 1     | 1          | 1          | 0          | 0          | 0          | 1          | 6    | 4    | 1.500 | 231    | 219    | 1.055  |
| 3   | República Dominicana | 5   | 3     | 1     | 2     | 1          | 0          | 0          | 0          | 0          | 2          | 3    | 6    | 0.500 | 188    | 222    | 0.847  |
| 4   | Colômbia             | 1   | 3     | 0     | 3     | 0          | 0          | 0          | 0          | 1          | 2          | 1    | 9    | 0.111 | 214    | 253    | 0.846  |

Resultados
| Data   | Hora  |                      | Placar |                      | Set 1 | Set 2 | Set 3 | Set 4 | Set 5 | Total | Relatório |
| ------ | ----- | -------------------- | ------ | -------------------- | ----- | ----- | ----- | ----- | ----- | ----- | --------- |
| 28 ago | 15:00 | Brasil               | 3–0    | República Dominicana | 25–21 | 25–19 | 25–14 |       |       | 75–54 | Relatório |
| 28 ago | 17:00 | Canadá               | 3–1    | Colômbia             | 25–19 | 23–25 | 25–22 | 25-22 |       | 98–66 | Relatório |
| 29 ago | 13:00 | Colômbia             | 0–3    | Brasil               | 25–27 | 17–25 | 12–25 |       |       | 54–77 | Relatório |
| 29 ago | 17:00 | República Dominicana | 0–3    | Canadá               | 20–25 | 20–25 | 16–25 |       |       | 56–75 | Relatório |
| 30 ago | 15:00 | Colômbia             | 0–3    | República Dominicana | 23–25 | 24–26 | 25–27 |       |       | 72–78 | Relatório |
| 30 ago | 17:00 | Brasil               | 3–0    | Canadá               | 25–20 | 25–15 | 25–23 |       |       | 75–58 | Relatório |

### Grupo C
|     |                |     | Jogos | Jogos | Jogos | Resultados | Resultados | Resultados | Resultados | Resultados | Resultados | Sets | Sets | Sets  | Pontos | Pontos | Pontos |
| Pos | Equipe         | Pts | T     | V     | D     | 3–0        | 3–1        | 3–2        | 2–3        | 1–3        | 0–3        | V    | P    | R     | V      | P      | R      |
| --- | -------------- | --- | ----- | ----- | ----- | ---------- | ---------- | ---------- | ---------- | ---------- | ---------- | ---- | ---- | ----- | ------ | ------ | ------ |
| 1   | Argentina      | 14  | 3     | 3     | 0     | 2          | 1          | 0          | 0          | 0          | 0          | 9    | 1    | 9.000 | 253    | 201    | 1.259  |
| 2   | Porto Rico     | 10  | 3     | 2     | 1     | 1          | 1          | 0          | 0          | 1          | 0          | 7    | 4    | 1.750 | 261    | 244    | 1.070  |
| 3   | Estados Unidos | 6   | 3     | 1     | 2     | 1          | 0          | 0          | 0          | 1          | 1          | 4    | 6    | 0.667 | 212    | 232    | 0.914  |
| 4   | Peru           | 0   | 3     | 0     | 3     | 0          | 0          | 0          | 0          | 0          | 3          | 0    | 9    | 0.000 | 174    | 226    | 0.770  |

Resultados
| Data   | Hora  |                | Placar |                | Set 1 | Set 2 | Set 3 | Set 4 | Set 5 | Total  | Relatório |
| ------ | ----- | -------------- | ------ | -------------- | ----- | ----- | ----- | ----- | ----- | ------ | --------- |
| 28 ago | 11:00 | Estados Unidos | 3–0    | Peru           | 25–21 | 25–14 | 26–24 |       |       | 76–59  | Relatório |
| 28 ago | 19:00 | Argentina      | 3–1    | Porto Rico     | 20–25 | 25–15 | 33–31 | 25-17 |       | 103–71 | Relatório |
| 29 ago | 15:00 | Peru           | 0–3    | Argentina      | 20–25 | 22–25 | 15–25 |       |       | 57–75  | Relatório |
| 29 ago | 19:00 | Porto Rico     | 3–1    | Estados Unidos | 23–25 | 25–18 | 25–19 | 25-21 |       | 98–62  | Relatório |
| 30 ago | 11:00 | Peru           | 0–3    | Porto Rico     | 17–25 | 20–25 | 21–25 |       |       | 58–75  | Relatório |
| 30 ago | 19:00 | Estados Unidos | 0–3    | Argentina      | 19–25 | 21–25 | 16–25 |       |       | 56–75  | Relatório |

## Fase final

### Chaveamento
|  | Quartas de finais | Quartas de finais | Quartas de finais |  |  | Semifinais | Semifinais | Semifinais |  |  | Final          | Final          | Final          |
|  |                   |                   |                   |  |  |            |            |            |  |  |                |                |                |
|  |                   |                   |                   |  |  | B1         | Brasil     | 3          |  |  |                |                |                |
|  | A2                | México            | 1                 |  |  | C2         | Porto Rico | 1          |  |  |                |                |                |
|  | C2                | Porto Rico        | 3                 |  |  |            |            |            |  |  | B1             | Brasil         | 2              |
|  |                   |                   |                   |  |  |            |            |            |  |  | C1             | Argentina      | 3              |
|  |                   |                   |                   |  |  | C1         | Argentina  | 3          |  |  |                |                |                |
|  | A1                | Cuba              | 3                 |  |  | A1         | Cuba       | 1          |  |  | Terceiro lugar | Terceiro lugar | Terceiro lugar |
|  | B2                | Canadá            | 0                 |  |  |            |            |            |  |  | A1             | Cuba           | 3              |
|  |                   |                   |                   |  |  |            |            |            |  |  | C2             | Porto Rico     | 1              |

### Sétimo ao décimo primeiro lugar
|  | Classificação 7º – 10] | Classificação 7º – 10] | Classificação 7º – 10] |  |  | Sétimo Lugar | Sétimo Lugar         | Sétimo Lugar |
|  |                        |                        |                        |  |  |              |                      |              |
|  | A3                     | Chile                  | 3                      |  |  |              |                      |              |
|  | B4                     | Colômbia               | 0                      |  |  |              |                      |              |
|  |                        |                        |                        |  |  | A3           | Chile                | 1            |
|  |                        |                        |                        |  |  | C3           | Estados Unidos       | 3            |
|  | B3                     | República Dominicana   | 0                      |  |  |              |                      |              |
|  | C3                     | Estados Unidos         | 3                      |  |  | Nono lugar   | Nono lugar           | Nono lugar   |
|  |                        |                        |                        |  |  | B4           | Colômbia             | 3            |
|  |                        |                        |                        |  |  | B3           | República Dominicana | 0            |

### Décimo primeiro lugar
| Data   | Hora  |      | Placar |           | Set 1 | Set 2 | Set 3 | Set 4 | Set 5 | Total | Relatório |
| ------ | ----- | ---- | ------ | --------- | ----- | ----- | ----- | ----- | ----- | ----- | --------- |
| 31 ago | 13:00 | Peru | 1–3    | Guatemala | 16–25 | 25–23 | 23–25 | 19-25 |       | 83–73 | Relatório |

### 7º – 10 lugar
| Data   | Hora  |                      | Placar |                | Set 1 | Set 2 | Set 3 | Set 4 | Set 5 | Total | Relatório |
| ------ | ----- | -------------------- | ------ | -------------- | ----- | ----- | ----- | ----- | ----- | ----- | --------- |
| 31 ago | 15:00 | Chile                | 3–0    | Colômbia       | 25–14 | 25–19 | 25–16 |       |       | 75–49 | Relatório |
| 31 ago | 17:00 | República Dominicana | 0–3    | Estados Unidos | 23–25 | 17–25 | 26–28 |       |       | 66–78 | Relatório |

### Quartas de final
| Data   | Hora  |        | Placar |            | Set 1 | Set 2 | Set 3 | Set 4 | Set 5 | Total | Relatório |
| ------ | ----- | ------ | ------ | ---------- | ----- | ----- | ----- | ----- | ----- | ----- | --------- |
| 31 ago | 21:00 | México | 1–3    | Porto Rico | 20–25 | 16–25 | 25–18 | 22-25 |       | 83–68 | Relatório |
| 31 ago | 19:00 | Cuba   | 3–0    | Canadá     | 25–15 | 25–23 | 25–23 |       |       | 75–61 | Relatório |

### Nono lugar
| Data   | Hora  |          | Placar |                      | Set 1 | Set 2 | Set 3 | Set 4 | Set 5 | Total | Relatório |
| ------ | ----- | -------- | ------ | -------------------- | ----- | ----- | ----- | ----- | ----- | ----- | --------- |
| 01 set | 15:00 | Colômbia | 3–0    | República Dominicana | 25–23 | 25–23 | 27–25 |       |       | 77–71 | Relatório |

### Sétimo lugar
| Data   | Hora  |       | Placar |                | Set 1 | Set 2 | Set 3 | Set 4 | Set 5 | Total | Relatório |
| ------ | ----- | ----- | ------ | -------------- | ----- | ----- | ----- | ----- | ----- | ----- | --------- |
| 01 set | 17:00 | Chile | 1–3    | Estados Unidos | 24–26 | 18–25 | 29–27 | 22-25 |       | 93–78 | Relatório |

### Semifinais
| Data   | Hora  |           | Placar |            | Set 1 | Set 2 | Set 3 | Set 4 | Set 5 | Total  | Relatório |
| ------ | ----- | --------- | ------ | ---------- | ----- | ----- | ----- | ----- | ----- | ------ | --------- |
| 01 set | 19:00 | Argentina | 3–1    | Cuba       | 21–25 | 25–18 | 25–19 | 25-20 |       | 96–62  | Relatório |
| 01 set | 21:00 | Brasil    | 3–1    | Porto Rico | 25–27 | 25–14 | 25–20 | 33–31 |       | 108–92 | Relatório |

### Quinto lugar
| Data   | Hora  |        | Placar |        | Set 1 | Set 2 | Set 3 | Set 4 | Set 5 | Total | Relatório |
| ------ | ----- | ------ | ------ | ------ | ----- | ----- | ----- | ----- | ----- | ----- | --------- |
| 02 set | 15:00 | México | 3–1    | Canadá | 25–18 | 25–20 | 20–25 | 25-17 |       | 95–63 | Relatório |

### Terceiro lugar
| Data   | Hora  |      | Placar |            | Set 1 | Set 2 | Set 3 | Set 4 | Set 5 | Total | Relatório |
| ------ | ----- | ---- | ------ | ---------- | ----- | ----- | ----- | ----- | ----- | ----- | --------- |
| 02 set | 17:00 | Cuba | 3–1    | Porto Rico | 20–25 | 25-9  | 25–18 | 25-17 |       | 95–43 | Relatório |

### Final
| Data   | Hora  |        | Placar |           | Set 1 | Set 2 | Set 3 | Set 4 | Set 5 | Total  | Relatório |
| ------ | ----- | ------ | ------ | --------- | ----- | ----- | ----- | ----- | ----- | ------ | --------- |
| 02 set | 19:00 | Brasil | 2–3    | Argentina | 27–25 | 17–25 | 22–25 | 27-25 | 10-15 | 103–75 | Relatório |

## Classificação final
| Pos | Equipe               |
| --- | -------------------- |
| 1   | Argentina            |
| 2   | Brasil               |
| 3   | Cuba                 |
| 4   | Porto Rico           |
| 5   | México               |
| 6   | Canadá               |
| 7   | Estados Unidos       |
| 8   | Chile                |
| 9   | Colômbia             |
| 10  | República Dominicana |
| 11  | Guatemala            |
| 12  | Peru                 |

|  | Qualificados para o Jogos Pan-Americanos de 2019 |

## Premiações
| Copa Pan-Americana de 2018   |
| Argentina                    |
| ---------------------------- |
| Argentina Campeã (2º título) |

### Individuais
Os atletas que integraram a seleção do campeonato foram:
| MVP (Most Valuable Player) | Ezequiel Palacios  | Argentina |
| Oposto                     | Alan Souza         | Brasil    |
| 1º Ponteiro                | Ezequiel Palacios  | Argentina |
| 2º Ponteiro                | Miguel Ángel López | Cuba      |
| 1º Central                 | Flávio Gualberto   | Brasil    |
| 2º Central                 | Roamy Alonso       | Cuba      |
| Levantador                 | Matías Sánchez     | Argentina |
| Líbero                     | Yonder García      | Cuba      |

Os jogadores que se destacaram por fundamento:
| Maior pontuador | Alan Souza      | Brasil         |
| Melhor sacador  | David Wieczorek | Estados Unidos |
| Melhor defensor | Yonder García   | Cuba           |
| Melhor receptor | Yonder García   | Cuba           |